# Oxysoma saccatum
Oxysoma saccatum là một loài nhện trong họ Anyphaenidae.
Loài này thuộc chi Oxysoma. Oxysoma saccatum được Albert Tullgren miêu tả năm 1902.